# Euphorbia spissa
Euphorbia spissa là một loài thực vật có hoa trong họ Đại kích. Loài này được Thulin mô tả khoa học đầu tiên năm 2007.